# 教育テック大学院大学
教育テック大学院大学（きょういくテックだいがくいんだいがく、英語: The Graduate School of Management and Education Technology）は、埼玉県入間市狭山台一丁目3番7に本部を置く日本の私立大学。2025年創立、2025年大学設置。
学校法人OCCによって設立された大学院大学。

## 概要
教育テックを活用し、教育現場の変革を推進するリーダーを育成する、日本初の教育DXと経営に特化したフルオンライン大学院。学術の理論及び応用を教授研究し、高度の専門性が求められる職業を担うための深い学識及び卓越した能力を培い、もって新たな教育改革を目指す人材の養成を目指す。
社会人のための大学院であり、入学には大学卒同等以上で、かつ概ね2年以上の実務経験が必要。募集人員67名。

## 沿革
- 2024年8月28日 - 文部科学省大学設置・学校法人審議会より大学設置認可[3]。
- 2025年4月5日 - 開学式・入学式を開催[4]。

## 研究科・専攻
- 教育情報・経営リーダーシップ研究科　教育情報・経営リーダーシップ専攻[5]
  - 教育経営コース - 教育経営学修士
  - 教育情報コース - 教育情報学修士

## 大学関係者と出身者
- 学長 竹村治雄